# Lanao del Norte

Prowincja Lanao del Norte na mapie Filipin

Lanao del Norte – prowincja na Filipinach w regionie Mindanao Północne, położona w północno-środkowej części wyspy Mindanao.
Od południa granicę wyznacza Zatoka Moro, od północy Zatoka Iligan, od wschodu prowincje Misamis Occidental i Bukidnon, od zachodu prowincja Zamboanga del Sur. Powierzchnia: 3011,4 km². Liczba ludności: 538 283 mieszkańców (2007). Gęstość zaludnienia wynosi 178,7 mieszk./km². Stolicą prowincji jest Tubod.